# Mosquée Al Bey

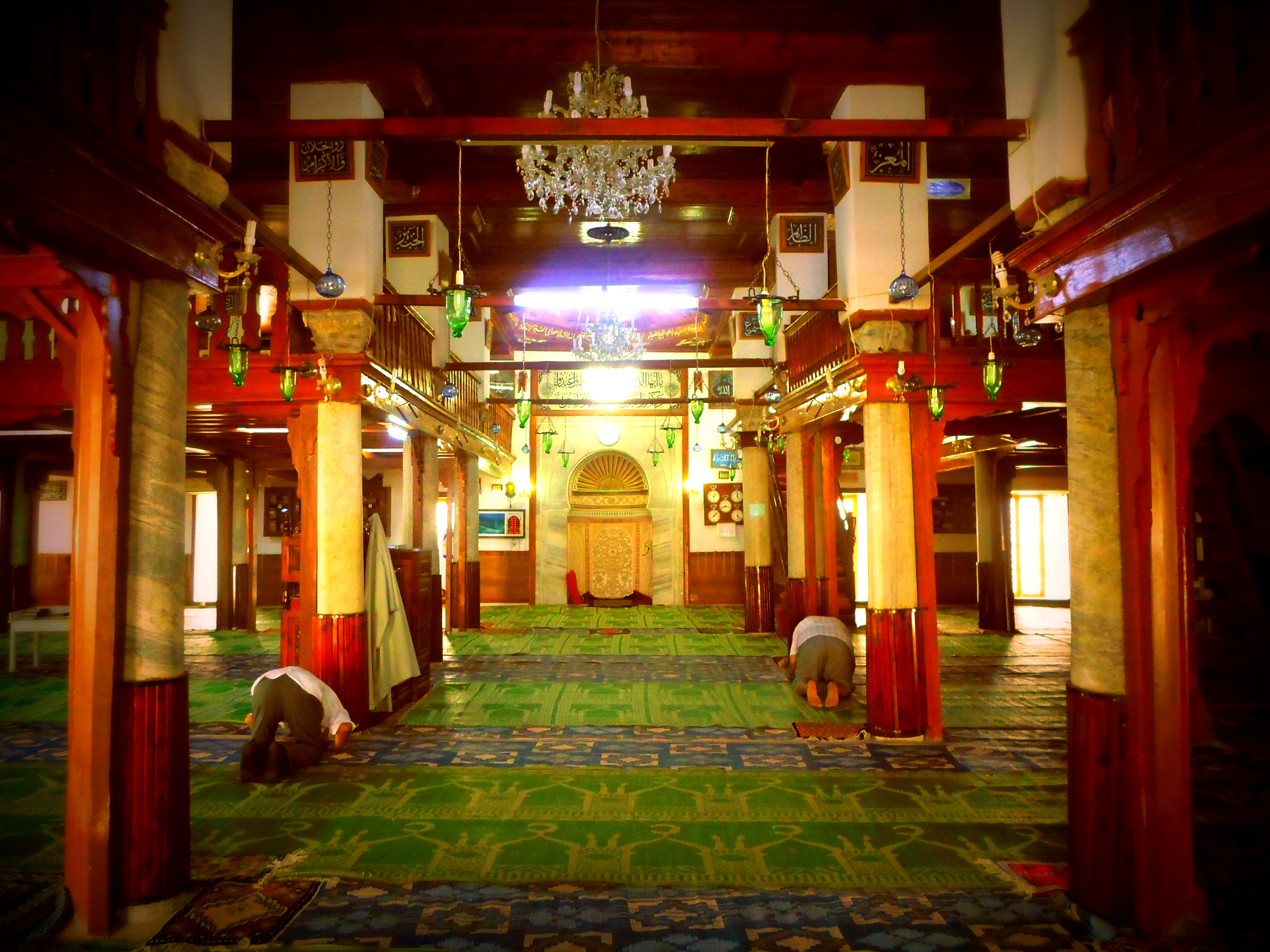
Vue intérieure de la salle de prière de la mosquée Al Bey.

La mosquée Al Bey est une mosquée tunisienne située dans la médina de Kairouan.

## Histoire
Élevée vers 1094 de l'hégire (soit en 1683), elle est l'œuvre du bey mouradite Mohamed Bey qui la fait construire à l'intention de la communauté hanéfite de Kairouan, du temps où il réside dans cette ville durant le conflit qui l'oppose à son frère Ali Bey.

## Bâtiment

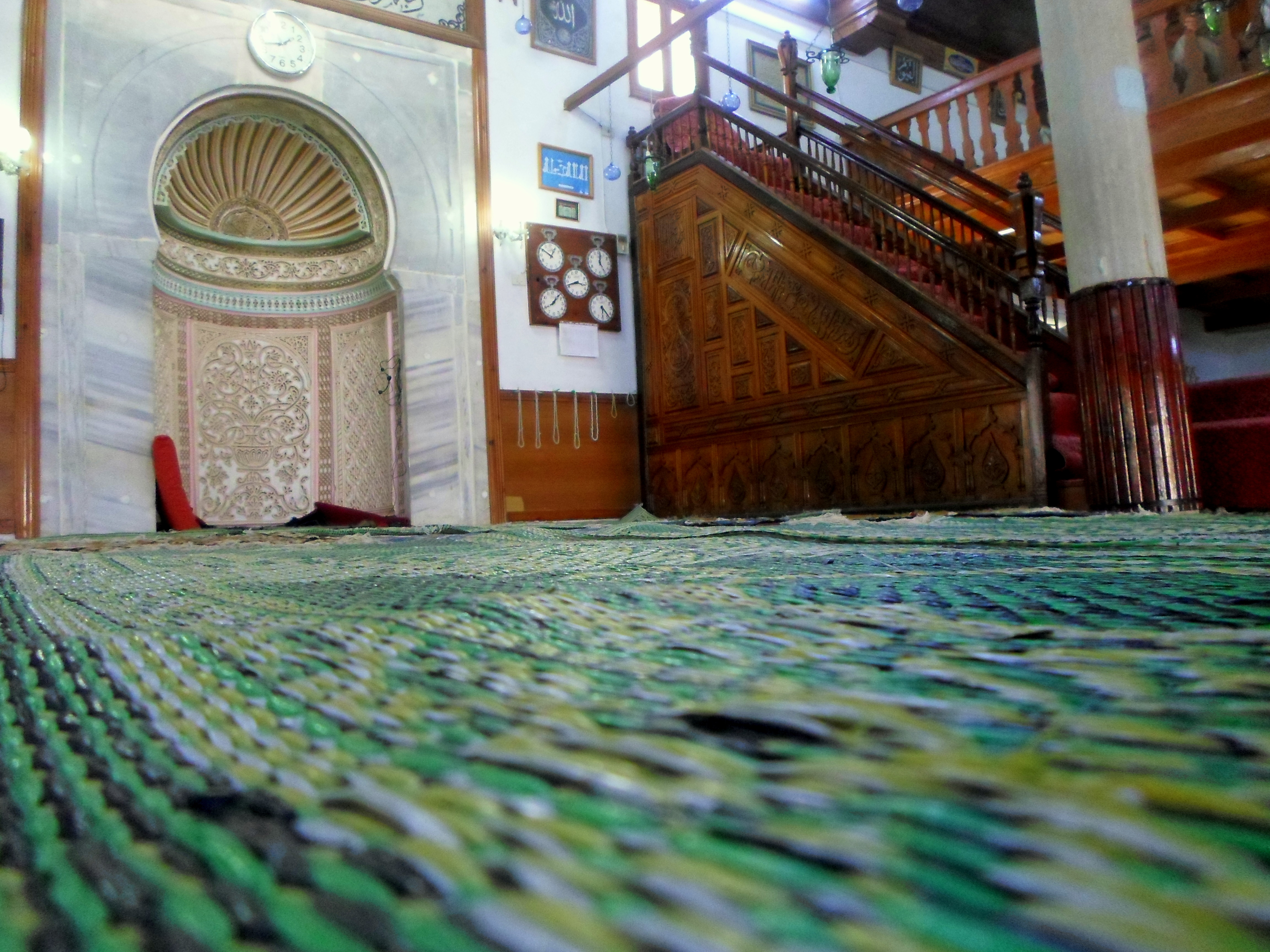
Vue du mihrab (niche) et du minbar (chaire en forme d'escalier).

Édifiée au-dessus des souks, la mosquée de plan irrégulier se compose d'une salle de prière principale, de trois cours, d'un minaret ainsi que d'une salle de prière supplémentaire réservée aux femmes. L'accès à l'édifice se fait par trois escaliers dont le plus important, situé sur la rue Balhouen en face de la mosquée Al Malek, mène à l'intérieur de l'une des cours du bâtiment.
La salle de prière principale, de plan carré, occupe la partie sud de l'édifice ; elle mesure environ vingt mètres sur vingt. Son couvrement réalisé en bois repose sur trente colonnes d'origine antique. À l'intersection de la nef principale et de la travée qui longe le mur de la qibla s'élève, en avant du mihrab, une coupole de forme pyramidale. Le mihrab, revêtu de stuc ciselé, s'inscrit dans un encadrement en marbre.
À l'angle sud-ouest de la cour septentrionale se trouve un minaret à base carrée, constitué d'une tour décorée de niches aveugles et surmontée d'un lanternon. Sur la galerie occidentale de la même cour s'ouvre une salle de prière, de plan rectangulaire, réservée exclusivement aux femmes.

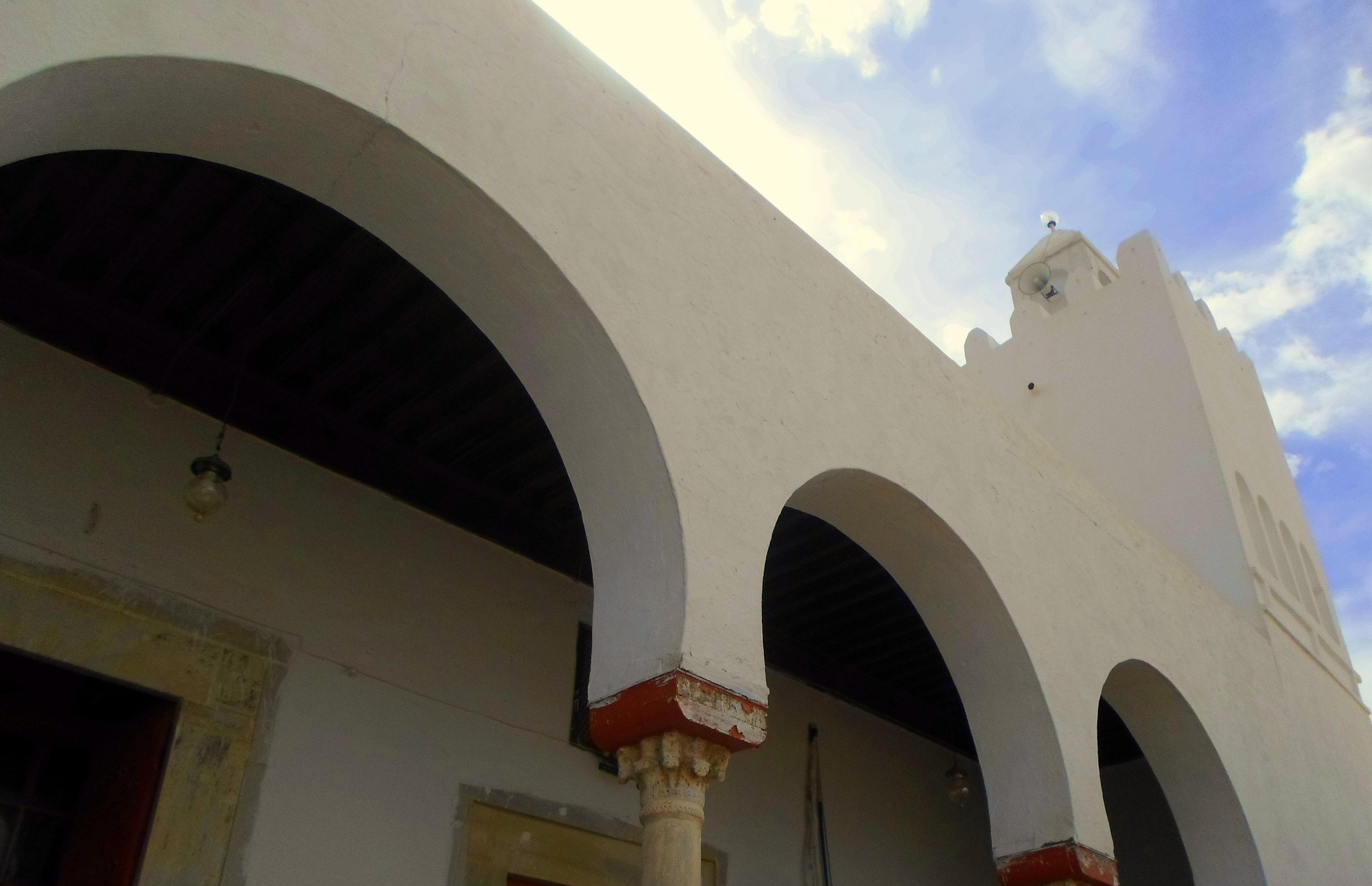
Arcs et minaret.
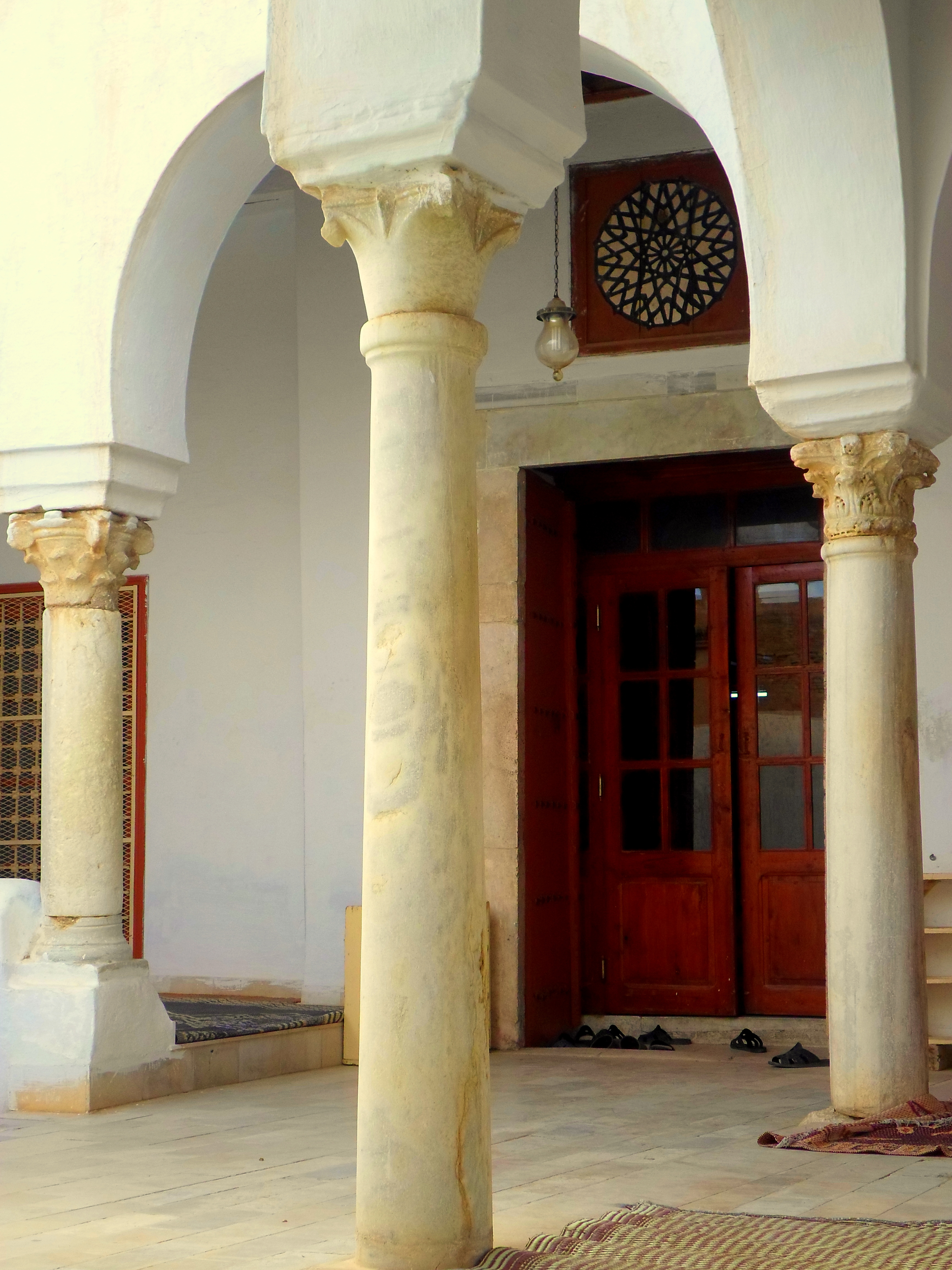
Vue de quelques colonnes.
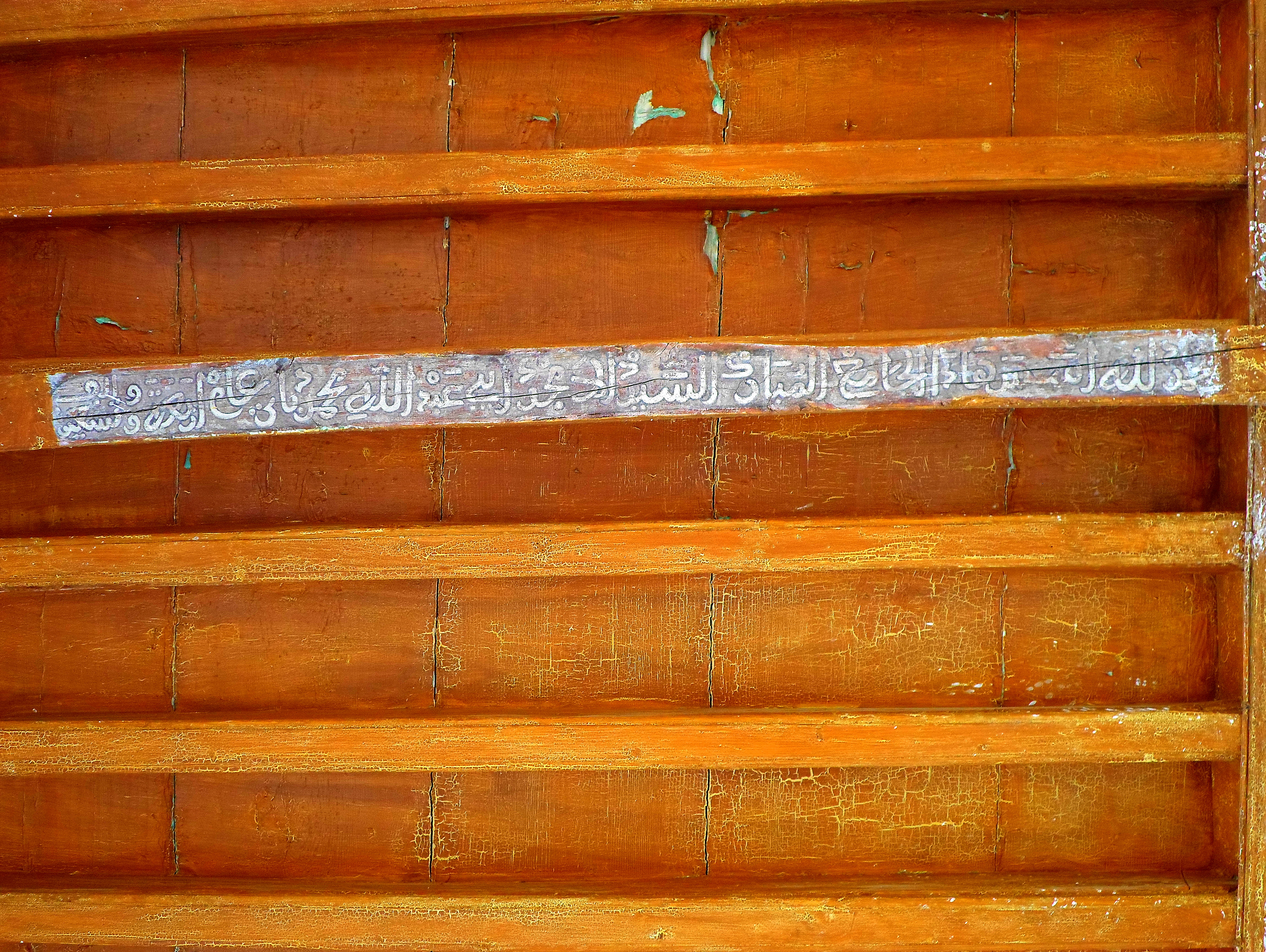
Plafond en bois à solives comportant une inscription qui donne la date de construction.
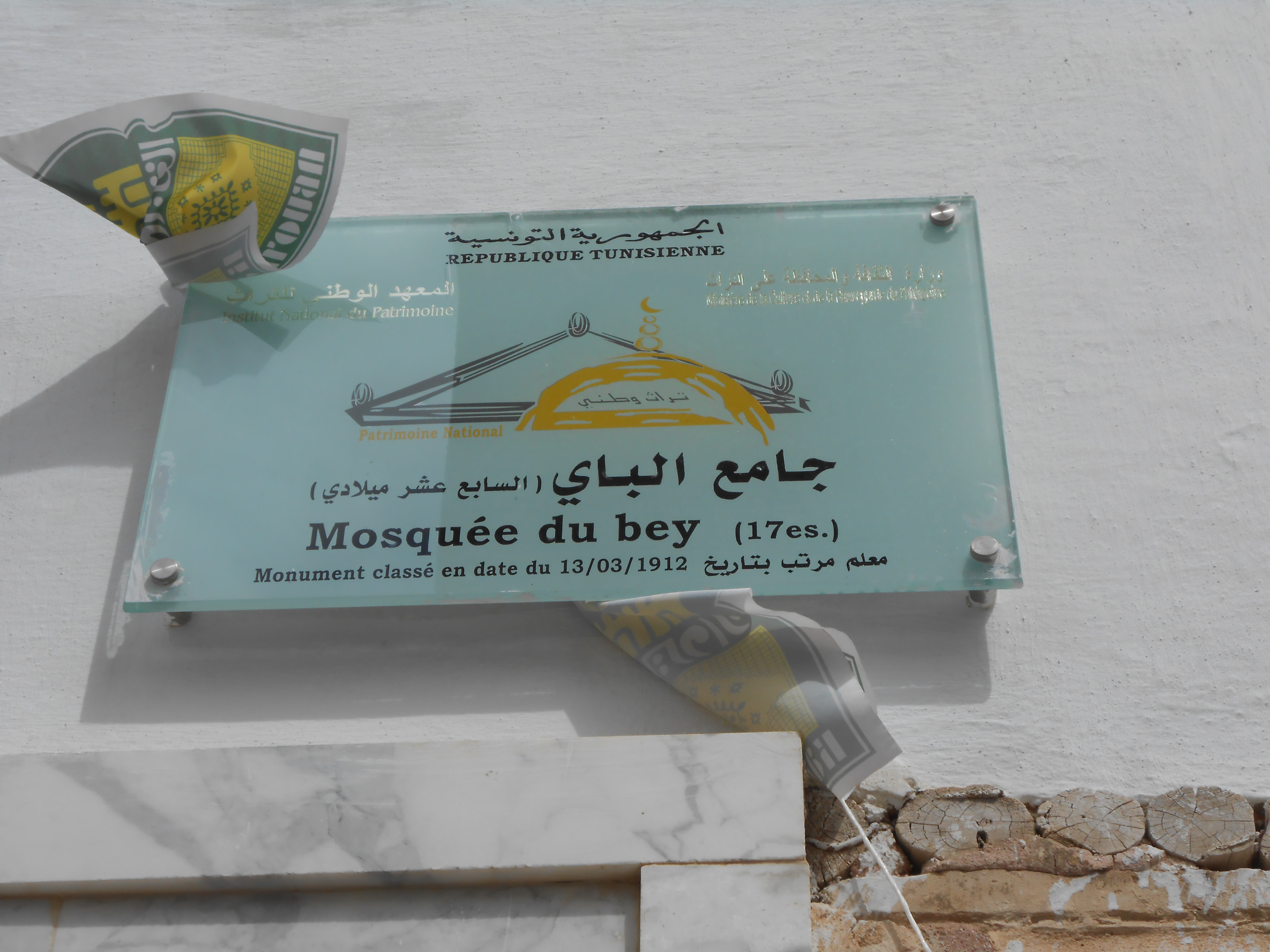
Plaque du monument.